# دراسات حديثة
تعتبر الدراسات الحديثة إحدى المواد الفريدة في منهج المدارس الثانوية الاسكتلندية حيث تهتم بدراسة القضايا المحلية والوطنية والعالمية من منظور اجتماعي وسياسي واقتصادي. ويدرس غالبية الطلاب مادة الدراسات الحديثة أو على الأقل غالبية طلاب الصف الأول والثاني بالمدارس الثانوية ثم يمكنهم بعد ذلك اختيار دراسة المادة خلال الأعوام التالية في إطار تحقيق الدرجة المعيارية أو المؤهلات الوطنية. وبعض المدارس لا تقوم بتدريس مادة الدراسات الحديثة كمادة منفصلة حيث تختار بدلاً من ذلك دمج مواد التاريخ والجغرافيا والدراسات الحديثة في منهج الدراسات الاجتماعية على الأقل في الصف الأول الثانوي.

## المفهوم
تهتم مادة الدراسات الحديثة بدراسة سبعة مفاهيم أساسية:
- التمثيل

ويعني القيام بالإجراءات أو التحدث أو اتخاذ القرارات نيابة عن الأفراد الآخرين؛ على سبيل المثال يتحدث عضو البرلمان نيابة عن دائرته في البرلمان.
- الحقوق والمسؤوليات

وتعني الحريات التي نستحقها والواجبات أو الالتزامات التي تقع على عاتقنا نتيجة لذلك؛ على سبيل المثال حق التصويت ومسؤولية استعمال حق التصويت بحكمة.
- المشاركة

ويراد بها الاشتراك أو الانضمام أو الانخراط؛ على سبيل المثال كمرشح في الانتخابات.
- الأيديولوجيا

وتعني الأفكار والمعتقدات المتعلقة بنظام سياسي أو اقتصادي؛ على سبيل المثال الولايات المتحدة الأمريكية رأسمالية ديمقراطية.
- المساواة

وتعني أن يحصل الأفراد على مستوى متساوٍ من الثروة والرفاهية، وعادةً ما تُدرس في إطار اللامساوة؛ على سبيل المثال بعض كبار السن يعانون من مستوى دخل أقل من الآخرين.
- الحاجات

وتعني ما ينبغي أن يحصل عليه الأفراد أو المجموعات أو الدول للبقاء والتطور، وعادةً ما تدرس أي الاحتياجات التي يتم تحقيقها؛ على سبيل المثال بعض الدول النامية تجد صعوبة في تلبية احتياجاتها الأساسية.
- النفوذ

ويعني قدرة الأفراد أو المجموعات أو الدول في توجيه أو التأثير على كيفية تصرف الآخرين.

## المنهج الابتدائي
تتبع المدارس الابتدائية في اسكتلندا توجيهات 14-5 التي تحدد المجالات المختلفة التي ينبغي تغطيتها. فالدراسات البيئية تغطي الدراسات الاجتماعية في أشياء أخرى، ولذلك فدراسة مفاهيم ومعارف مادة الدراسات الحديثة تبدأ قبل مرحلة الدراسة الثانوية.

## في الصفين الأول والثاني الثانوي
تتمتع كل مدرسة بحرية في وضع المنهج المناسب لاحتياجات واهتمامات كل من التلاميذ والمعلمين، ولكن غالبية المدارس تضع مناهج دراسية تتوافق مع توجيهات 14-5. وعادةً ما تتضمن الموضوعات التي تدرس التجارة العادلة والصين وحقوق الإنسان.

## المؤهلات الوطنية
وتتوفر الدراسات الحديثة في المستويات أكسس 3، المتوسط 1، والمتوسط 2 ، والعالي والعالي المتقدم. يمكن للطلاب الذين حققوا نجاحًا كبيرًا (الدرجتان الأول والثانية) بالدرجات المعيارية أن يستمروا في الدراسة لمستويات أعلى، وأما الطلاب الذين حققوا نجاحًا عامًا (الدرجتان الثالثة والرابعة)، فيستمرون بشكل طبيعي في دراسة المستوى المتوسط 2، وأما الطلاب المجتازون للمستوى الأساسي، فيستمرون بشكل طبيعي في دراسة المستوى المتوسط 1 أو مستوى أكسس 3. يدرس الطلاب المستوى العالي المتقدم بشكل طبيعي بعد اجتيازهم المنهج العالي خلال السنة الخامسة، أو مستوى عاليًا معادلاً في التاريخ والجغرافيا.

## المؤهلات الوطنية الجديدة
كجزء من منهج التمييز فقد تم استبدال مستويات أكسس 3، المتوسط 1 والمتوسط 2 بالمؤهلات الوطنية 3، و4، و5. ولا تزال تحتفظ المواد الدراسية بالوحدات الواسعة التي تتضمن: الدراسات السياسية والاجتماعية والدولية. والخيارات على المستوى السياسي تتضمن الديمقراطية في اسكتلندا أو الديمقراطية في المملكة المتحدة. وتتضمن الوحدة الاجتماعية اللامساواة الاجتماعية والجريمة والقانون. وتتيح الوحدة الدولية دراسة النفوذ العالمي (سواء في إطار دول مجموعة العشرين أو الاتحاد الأوروبي) أو إحدى القضايا الدولية (مثل، الفقر والأطفال المجندين أو الأمن الجماعي). وتتضمن التغييرات الأخرى وحدة القيمة المضافة (أو واجبًا محددًا).

## الجامعة
لا تدرس مادة الدراسات الحديثة كمادة منفصلة في مستوى الجامعة بالرغم من أنها تبدو أساسًا لدراسة لاحقة لنطاق من المواد تكوّنت منها مادة الدراسات الحديثة، مثل السياسة والعلاقات الدولية وعلم الاجتماع وعلم الاقتصاد والسياسات العامة.

## وصلات خارجية
- Modern Studies Association
- Modern Studies Online